# Gledzianów
Gledzianów – wieś w Polsce położona w województwie łódzkim, w powiecie łęczyckim, w gminie Witonia.
Wieś szlachecka Gledzianowo położona była w drugiej połowie XVI wieku w powiecie łęczyckim województwa łęczyckiego. W latach 1975–1998 miejscowość administracyjnie należała do województwa płockiego.
Częścią wsi Gledzianów są Przyłogi.